# Catocala ophelia
Catocala ophelia là một loài bướm đêm thuộc họ Erebidae. Nó được tìm thấy ở the dry forests của Arizona, California và tây nam Oregon.

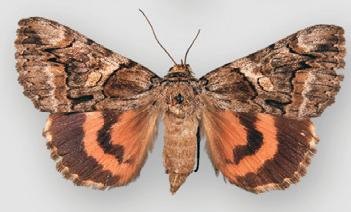
neotype của Catocala ophelia var. dollii hiện tại được coi là đồng nghĩa của Catocala ophelia

Sải cánh dài khoảng 52 mm. Con trưởng thành bay từ tháng 7 đến tháng 10 tùy theo địa điểm. Có thể có một lứa một năm.
Ấu trùng ăn Quercus macrocarpa và Quercus chrysolepis.

## Phụ loài
Former subspecies Catocala ophelia dollii is now considered a synonym.